# Teknoantropologi
Teknoantropologi er en ny  universitetsuddannelse oprettet i 2011, hvor man lærer, hvordan mennesker bruger og arbejder med teknologi. 
Som teknoantropolog kan man agere som bindeled mellem teknologibrugere og teknologiskabere. 
Uddannelsen er tilgængelig på Aalborg Universitet og Aalborg Universitet København.

## Ekstern henvisning og kilde
- AAU's side om teknoantropologi
- Uddannelsguiden om uddannelsen

| Skole | Spire Denne artikel om en skole, en uddannelsesinstitution eller uddannelse er en spire som bør udbygges. Du er velkommen til at hjælpe Wikipedia ved at udvide den. |